# Fomento I
Fomento I ist eine osttimoresische Aldeia (unterste Ebene der Verwaltungseinheiten) im Sucos Comoro (Verwaltungsamt Dom Aleixo, Gemeinde Dili). 2015 lebten in Fomento I 2336 Menschen.

## Lage und Einrichtungen
Fomento I liegt im Zentrum vom Suco Comoro, am Ostufer des Rio Comoro und ist Teil des Stadtteils Fomento. Östlich der Rua Hás-Laran liegt die Aldeia Ramelau Delta, südlich der Avenida de Hudi-Laran die Aldeias São José, Fomento III und Fomento II und westlich des Rio Comoros die Aldeia Moris Foun. Die Avenida Nicolau Lobato bildet die Grenze von Fomento I an den Suco Madohi.
Der Rio Comoro führt nur in der Regenzeit Wasser. Die Avenida Nicolau Lobato überquert das Flussbett über die CPLP-Brücke. Weiter südlich verbindet die Hinodebrücke die Rua Tali Laran I am Westufer mit der Avenida de Hudi-Laran.
In Fomento I befindet sich das zentrale Dieselkraftwerk der Electricidade de Timor-Leste, der Campus Fomento des East Timor Institute of Business, die Kirche und Schule der Siebenten-Tags-Adventisten und eine weitere protestantische Kirche an der Avenida Nicolau Lobato.